# Toni-Ann Singh
Toni-Ann Singh (Morant Bay, 1º febbraio 1996) è una modella giamaicana.
È stata incoronata Miss Mondo 2019 ed è la quarta giamaicana a vincere tale competizione. In precedenza è stata incoronata Miss Mondo Jamaica 2019.

## Biografia
Nata in Giamaica è figlia di madre di origine afro-caraibica e di padre indo-caraibico.
La famiglia emigrò negli Stati Uniti d'America, quando Singh aveva nove anni, e si stabilì in Florida. Ha frequentato la Florida State University a Tallahassee, dove si è laureata in psicologia.
Nel 2019 ha partecipato a Miss Jamaica World 2019 vincendo il titolo, ottenendo il diritto a partecipare a Miss Mondo 2019.
Nel novembre 2019 è partita per Londra, per partecipare alle attività pre-spettacolo di Miss Mondo, piazzandosi nella top 40 della competizione Top Model, ottenendo di entrare direttamente nelle prime 40 semifinaliste. Nella serata finale, del 14 dicembre venne prima selezionata tra le prime 12 e poi tra le prime cinque. Alla fine è risultata prima dopo la francese Ophély Mézino e l'indiana Suman Rao. Con la sua vittoria, Singh è diventata la quarta giamaicana a detenere il titolo, dopo l'ultima, Lisa Hanna, incoronata Miss Mondo 1993, e la prima donna di colore a vincere Miss Mondo, dal 2001, quando la nigeriana Agbani Darego  ha vinto Miss Mondo 2001.